# Yazoo (Final Fantasy)
Yazoo es un personaje de ficción perteneciente a la Compilation of Final Fantasy VII, más concretamente en la película Final Fantasy VII: Advent Children. Es uno de los tres hermanos menores de Cloud Strife que ha surgido de la corriente vital para poder reunirse con "su madre", Jénova. Se encargó de reunir a los niños que fueron llevados a la Ciudad de los Antiguos con el pretexto de repetir la "Reunión" (el efecto instintivo de las células de JENOVA de volver a reunirse, aun cuando están dispersas en varios cuerpos).
Lucha junto a Loz contra Cloud, quien cae derrotado por Kadaj y es rescatado por Vincent. Tras esto, lucha también junto a Loz en Midgar contra Rude y Reno, que son rápidamente derrotados. Después huye junto a sus dos hermanos en moto, pero él y Loz aparentemente mueren a causa de la gran explosión que provocan Rude y Reno en la carretera. Finalmente, aparece junto a Loz a punto de desvanencerse a causa de la lluvia que purifica el Geostigma, desapareciendo finalmente cuando Cloud les ataca. Es el hermano intermedio con 18 años de edad, su arma es una espada pistola (Gunblade) llamada Velvet Nightmare (como el arma de Squall).
Yazoo es guapo y de pelo largo
- Datos: Q6169877